# Euryphura nobilis
Euryphura nobilis är en fjärilsart som beskrevs av Otto Staudinger 1891. Euryphura nobilis ingår i släktet Euryphura och familjen praktfjärilar. Inga underarter finns listade i Catalogue of Life.

## Bildgalleri

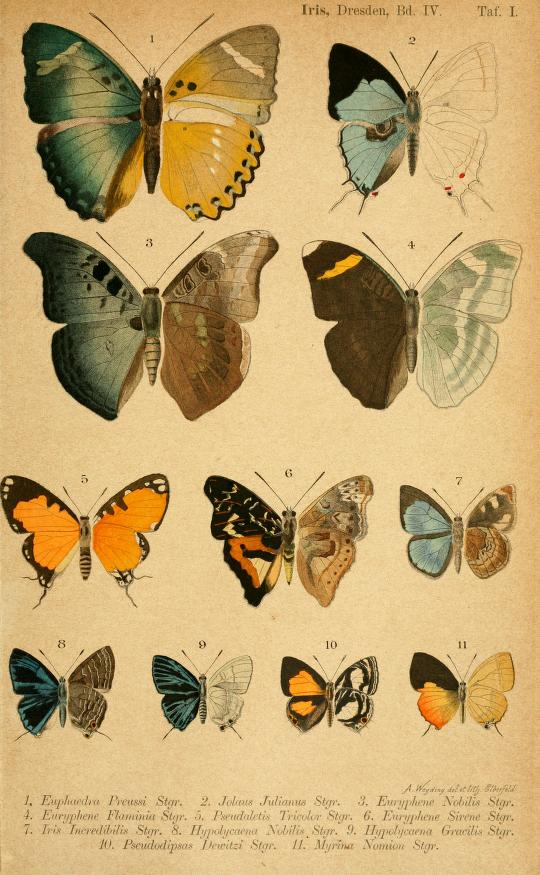